# СКІФ (гандбольний клуб)
Гандбольний клуб СКІФ — російська команда з гандболу з Краснодару. Заснована в 1963 році. Бере участь у чемпіонаті Росії.

## Історія
Клуб заснований в 1963 році в місті Краснодар, Росія. З моменту заснування він неодноразово змінював назву. В різні роки він носив назви: «Буревісник», «Університет», «Аркадія-СКІФ», «СКІФ-Роснефть», «СКІФ-Кубань». Професійний статус команда отримала в 1964 році.

## Досягнення
- Чемпіон СРСР/СНД: 1991, 1992
- Бронзовий призер чемпіонату СРСР: 1969, 1970, 1971, 1988, 1989, 1990
- Бронзовий призер чемпіонату Росії: 1997/98, 2005/06, 2008/09, 2012/13
- Володар Кубка СРСР: 1992
- Володар Кубка ЄГФ: 1990
- Переможець турніру Limburgse Handbal Dagen[en]: 1990

## Відомі гравці
- Валерій Гассій